# Даниелян, Сумбат Меликович
Сумбат (Смбат) Меликович Даниелян (5 [17] мая 1895, с. Чардахлы, Елизаветпольская губерния, Российская империя — 7 июля 1944, Калварийский район, Литовская ССР, СССР) — советский военачальник, полковник (1949).

## Биография
Родился 17 мая 1895 года в селе Чардахлы, ныне село Чанлибель в Шамкирском районе Азербайджана.  Армянин. В 1913 году окончил Тифлисскую манташевскую торговую школу и работал помощником бухгалтера в городе Тифлис в торговом доме братьев Акопджановых и на электростанции товарищества «Двигатель».

#### Первая мировая война
В январе 1915 года он добровольно поступил на военную службу в российскую императорскую армию и был зачислен рядовым в 3-ю Армянскую дружину. В её составе воевал на Кавказском фронте. В феврале 1916 года направлен во 2-ю Тифлисскую школу прапорщиков. По окончании её ускоренного курса в мае был произведён в прапорщики и вновь был направлен в действующую армию на Кавказский фронт. До августа 1917 года воевал младшим офицером в 13-м Кавказском стрелковом полку, дослужился до штабс-капитана. Затем он был назначен в 6-й Армянский стрелковый полк Кавказской армии на должность начальника команды разведчиков.

#### Армяно-турецкая война
С мая 1918 года, с образованием Армянской республики (дашнакской), вступил во временное командование Елисаветпольским отдельным батальоном. В этой должности принимал участие в Армяно-Турецкой войне. 18 июня он был тяжело ранен в грудь и до ноября находился на лечении в дилижанском военном госпитале. Затем штабс-капитан Даниелян был назначен командиром роты в 1-й военно-милиционный полк в г. Иджеван Дилижанского уезда.

#### Гражданская война
В  мае — июле 1920 года в должности начальника штаба 1-го повстанческого отряда Армении участвовал в мятеже против дашнакского правительства в Дилижанском уезде. За это он был репрессирован и направлен на фронт под Ольты, по прибытии назначен командиром роты в 5-й Армянский стрелковый полк. В октябре под Карсом попал в плен. Находился в плену в городе Эрзерум до 19 октября 1921 года, затем был освобождён. По возвращении его назначили в 1-й Армянский полк Армянской дивизии, однако вскоре он был отозван в военный отдел Рабоче-Крестьянской инспекции и назначен представителем в Дилижанском и Новобаязетском районах. В сентябре 1922 года демобилизован. По увольнении устроился бухгалтером в Высший совет народного хозяйства (ВСНХ) Армянской ССР, сначала работал в рыбном отделе в города Еленовка, затем в мяспроме в города Дилижан.

#### Межвоенные годы
В ноябре 1923 года Даниелян был призван в Отдельную Кавказскую Краснознамённую армию и направлен на повторные курсы комсостава при Армянской стрелковой дивизии в городе Ереван. По их окончании с января 1924 года проходил службу в 3-м Армянском территориальном стрелковом полку той же дивизии, был командиром роты, батальона, врид начальника штаба полка. С ноября 1930 по декабрь 1931 года находился на курсах «Выстрел», по возвращении в полк был назначен командиром батальона. С марта 1932 года был руководителем общевойсковой группы Учебного центра Кавказской Краснознаменной армии в городе Баку, с апреля 1933 года — зам. начальника отдела Центрального совета Осоавиахима, с июня 1934	года — начальником Республиканского лагеря типа «А» (Азербайджан) Осоавиахима (с. Мардакяны). Приказом НКО СССР от 03.10.1937 г. майор Даниелян был уволен из РККА по ст. 43, п. «б». После увольнения работал бухгалтером пищеторга в городе Баку. В июле 1938 года восстановлен в кадрах РККА и был направлен в распоряжение штаба ХВО. Затем оттуда он был назначен старшим преподавателем Днепропетровских КУКС запаса округа, с февраля 1940 года командовал батальоном на этих курсах. В мае 1941 года полковник Даниелян был назначен пом. начальника учебного отдела Алма-Атинского стрелково-пулемётного училища.

#### Великая Отечественная война
С началом  войны продолжал служить в училище в прежней должности, с октября 1941 года исполнял должность начальника учебного отдела училища. В декабре полковник Даниелян был назначен командиром 38-й отдельной стрелковой бригады, формировавшейся в САВО в городе Фергана. По завершении формирования в середине декабря она была направлена на Западный фронт и с 21 декабря вошла в подчинение Московской зоны обороны.
В конце января 1942 года бригада в составе 2-го гвардейского стрелкового корпуса была подчинена 3-й ударной армии Северо-Западного, а с 21 января — Калининский фронтов. В течение февраля она вела успешные наступательные бои южнее города Старая Русса. В ходе их были освобождены десятки населённых пунктов, в том числе крупный опорный пункт немцев — Пенно, полностью блокирован гарнизон противника в городе Холм. Всего в этих боях было уничтожено более 1500 солдат и офицеров противника, 5 танков, 14 минометов, 2 расчета крупнокалиберных пулемётов, 15 автомашин, взорван склад с боеприпасами. За успешное выполнение заданий командования, героизм личного состава 17 марта 1942 года бригада была переименована в 4-ю гвардейскую, а её командир полковник Даниелян в мае награжден орденом Красного Знамени. В августе 1942 года бригада была переброшена на Кавказ и сосредоточена в районе населённых пунктов Ачхой-Мартан, станица Червлённая (Чечня). Здесь она вошла в подчинение 10-го гвардейского стрелкового корпуса Северной группы войск Северо-Кавказского фронта. В ходе битвы за Кавказ в составе этого корпуса она вела тяжелые оборонительные бои на моздокском направлении, отражая крупные силы танков и пехоты противника. В этих боях было уничтожено до 1000 солдат и офицеров противника, 169 танков, 5 бронемашин и много другой боевой техники. В декабре 1942 года за умелое командование бригадой в боях на моздокском направлении и проявленные мужество и героизм  гвардии полковник  Даниелян был награжден вторым орденом Красного Знамени. В дальнейшем он командовал этой бригадой до конца марта 1943 года, в составе 18-й и 56-й армий участвовал в Краснодарской наступательной операции.
С 18 февраля 1944 г. вступил в командование 18-й гвардейской стрелковой дивизией, которая в составе 11-й гвардейской армии 1-го Прибалтийского фронта до середины апреля вела наступательные и оборонительные бои в районах Городок, севернее Витебска и севернее Невеля, затем была выведена в резерв Ставки ВГК. В июне — июле 1944 года её части в составе той же армии участвовали в Витебско-Оршанской, Минской, Вильнюсской и Каунасской наступательных операциях. В ходе последней 30 июля 1944 года в бою в районе города Калвария гвардии полковник Даниелян погиб.
Похоронен в городе Алитус, ул. Улону, сквер, кладбище советских воинов.

## Награды
- два ордена Красного Знамени (05.05.1942[5], 13.12.1942[5])
- орден Отечественной войны I степени (19.08.1944)[6]